# Höhlenflughunde
Höhlenflughunde (Rousettus) sind eine Gattung der Flughunde mit Arten, die von Afrika über Südostasien bis nach Neuguinea und zu den Salomonen verbreitet sind. Bis in die späten 1990er Jahre zählte auch der Angolanische Samtfell-Flughund (Lissonycteris angolensis) in seiner eigenen Untergattung zu dieser Gattung.

## Merkmale
Die Körpermaße sind innerhalb der Gattung mit Kopf-Rumpf-Längen von 95 bis 177 mm, Schwanzlängen von 10 bis 22 mm und Unterarmlängen von 65 bis 103 mm recht variabel. Während der Nilflughund ein Gewicht von 81 bis 171 g erreicht, wiegt Geoffroys Flughund nur 54 bis 75 g. Die leichtesten Exemplare, aber auch recht schwere Tiere wurden für den Leschenault-Flughund registriert. Allgemein sind Weibchen kleiner als Männchen. Die Grundfarbe des Fells der Oberseite ist braun und das Fell der Unterseite hat gewöhnlich eine hellere Tönung. Für Geoffroys Flughund und den Leschenault-Flughund ist ein heller Kragen typisch. Bei verschiedenen anderen Arten sind bei Männchen nur die Haare an den Drüsen am Hals olivbraun gefärbt.

## Die Arten
Folgende Arten zählen zur Gattung:
- Der Nilflughund (Rousettus aegyptiacus) hat mehrere Populationen im Mittelmeerraum, in Afrika und in Vorderasien.
- Geoffroys Flughund (Rousettus amplexicaudatus) ist von Myanmar bis zu den Salomonen verbreitet.
- Der Manado-Flughund (Rousettus bidens) wird manchmal in die monotypische Gattung Boneia eingeordnet und ist auf Sulawesi endemisch.
- Der Sulawesi-Rosettenflughund (Rousettus celebensis) lebt auf Sulawesi und auf einigen Inseln der Molukken.
- Der Leschenault-Flughund (Rousettus leschenaulti) ist vom südlichen Himalaya und zentralen China bis Lombok verbreitet.
- Der Madagaskar-Höhlenflughund (Rousettus madagascariensis) lebt auf Madagaskar.
- Der Komoren-Höhlenflughund (Rousettus obliviosus) ist auf den Komoren endemisch.
- Der Nacktrücken-Rousettenflughund (Rousettus spinalatus) hat kleinere Populationen auf Sumatra und Borneo.
- Rousettus tangkokoensis lebt auf Sulawesi[3].

## Lebensweise
Diese Flughunde leben in unterschiedlichen Landschaften im Flachland und in Gebirgen. Sie ruhen meist in Höhlen, wobei sie auch Felsspalten, das dichte Blattwerk der Bäume, selten genutzte Gebäude und Grabmale als Unterschlupf nutzen. Abhängig vom Nahrungsangebot fliegen sie pro Nacht bis zu 50 Kilometer auf der Suche nach Früchten und Blüten, von denen sie Nektar und Pollen aufnehmen. In der Gattung befinden sich mit dem Nilflughund, Geoffroys Flughund und vermutlich dem Nacktrücken-Rousettenflughund die einzigen Flughunde, die eine einfache Form der Echoortung nutzen. Während die Kolonien beim Leschenault-Flughund meist aus zwei oder drei Tieren sowie maximal aus 2000 Exemplaren bestehen, können die Kolonien des Nilflughundes 7000 oder 9000 Mitglieder haben. Die Individuen ruhen oft dicht beieinander, obwohl aggressive Schreie und kurze Kämpfe nicht selten sind.

## Fortpflanzung
Allgemein können sich Weibchen zweimal jährlich in der Regenzeit fortpflanzen, wobei sie sich kurz nach der Geburt der Nachkommen wieder paaren. Dies betrifft jedoch nur einen kleinen Teil der Population. Die Geburt des gewöhnlich einzigen Jungtiers erfolgt nach vier Monaten Trächtigkeit. In den ersten Tagen trägt die Mutter ihren Nachwuchs und später verbleibt er im Versteck. Im Oktober geborene Exemplare wurden bis zum folgenden März gesäugt. Weibchen sind nach 6 bis 9 Monaten geschlechtsreif. Die ältesten Höhlenflughunde lebten fast 23 Jahre.

## Bedrohung
Die meisten Populationen sind gering gefährdet. Einige werden wegen ihres Fleisches gejagt und andere werden als Fruchtschädlinge getötet. Die IUCN listet den Madagaskar-Höhlenflughund, den Nacktrücken-Rousettenflughund und den Komoren-Höhlenflughund als gefährdet (vulnerable) sowie den Leschenault-Flughund in der Vorwarnliste (near threatened).